# 藤原資藤
藤原 資藤（ふじわら の すけふじ）は、鎌倉時代後期の公卿。二条資藤とも。正二位権中納言。父は左中将藤原資氏、母は権中納言平成俊女。

## 兄弟で祖父の養子
兄資高と共に祖父権大納言藤原資季の養子となった可能性が高い。資季には資氏しか子女がいなかったため、早くに出家した資氏に代わり家門存続のために２人の養子を確保しようとしたと考えられる。なお、資季自身が資家の唯一の子である。

## 経歴
以下、『公卿補任』と『尊卑分脈』の内容に従って記述する。
- 文永7年（1270年）1月5日、叙爵[2]。
- 文永8年（1271年）12月19日、従五位上に昇叙。
- 弘安元年（1278年）5月26日、侍従に任ぜられる。
- 弘安4年（1281年）2月2日、正五位下に昇叙[3]。
- 弘安6年（1283年）1月5日、従四位下に昇叙[4]。侍従は元の如し。同年3月28日、越前介を兼ねる。
- 弘安7年（1284年）12月12日、左少将に任ぜられる。
- 弘安9年（1286年）9月2日、従四位上に昇叙。
- 弘安10年（1287年）1月13日、上総介を兼ねる。
- 正応2年（1289年）閏10月14日、右中将に転任。
- 正応3年（1290年）1月5日、正四位下に昇叙。
- 永仁2年（1294年）3月27日、従三位に叙される。この日、右兵衛督に任ぜられる。
- 永仁4年（1296年）3月9日、正三位に昇叙。
- 永仁5年（1297年）1月29日、左兵衛督に転任。
- 正安2年（1300年）4月7日、参議に任ぜられる。同年12月22日、参議を辞す。
- 嘉元2年（1304年）3月22日、従二位に昇叙[5]。
- 徳治元年（1306年）8月15日、資季の喪に服す[6]。
- 延慶2年（1309年）10月12日、正二位に昇叙。
- 正和5年（1316年）4月13日、権中納言に任ぜられる。同年7月22日、権中納言を辞退。
- 元応2年（1320年）11月8日、出家。

## 系譜
- 父：藤原資氏（?-1306）
- 母：平成俊娘
- 養父：藤原資季（1207-1289）
- 妻：不詳
  - 男子：藤原資教